# Liste der Stolpersteine in Hemer
Die Liste der Stolpersteine in Hemer enthält alle Stolpersteine, die im Rahmen des gleichnamigen Kunst-Projekts von Gunter Demnig in Hemer verlegt wurden. Mit ihnen soll an Opfer des Nationalsozialismus erinnert werden, die in Hemer lebten und wirkten.

## Verlegte Stolpersteine
| Adresse                        | Verlege- datum | Person, Inschrift | Bild | Anmerkung |
| ------------------------------ | -------------- | --- | ---- | --- |
| Hauptstraße 119                | 6. März 2008   | Hier wohnte Arthur Gottschalk Jg. 1882 deportiert 1943 Auschwitz ermordet Juni 1943                                                |      | Im Haus Hauptstraße 119 hatte sich Arthur Abraham Gottschalk (* 15. August 1882) im Oktober 1932 mit einem Mode- und Manufakturgeschäft als Einzelkaufmann selbstständig gemacht. Im Auftrag seiner Tochter Shoshana Avimeir aus Israel wurde am 7. März 2008 bei einer Gedenkfeier ein Stolperstein zur Erinnerung verlegt. |
| Hauptstraße 119                | 28. März 2025  | Hier wohnte Ida Gottschalk Jg. 1887 Flucht 1933 Holland deportiert 1943 Auschwitz ermordet 26.1.1943                               |      | |
| Hauptstraße 119                | 28. März 2025  | Hier wohnte Erich Reinsberg Jg. 1909 Flucht 1933 Holland verhaftet 1941 deportiert KZ Buchenwald KZ Mauthausen ermordet 10.10.1941 |      | |
| Hauptstraße 119                | 28. März 2025  | Liese Reinsberg verh. Neumann Jg. 1913 Flucht 1933 Holland interniert Westerbork deportiert 1942 Auschwitz ermordet 30.9.1942      |      | |
| Hauptstraße 119                | 28. März 2025  | Hier wohnte Lotte Reinsberg verh. Cohen Jg. 1913 Flucht 1933 Holland 1939 Palästina                                                |      | |
| Hauptstraße 265                | 28. März 2025  | Hier wohnte Salli Bartmann Jg. 1882 deportiert 1942 Ghetto Zamosc Bełzec ermordet                                                  |      | |
| Hauptstraße 265                | 28. März 2025  | Hier wohnte Mathilde Bartmann geb. Blumenthal Jg. 1884 deportiert 1942 Ghetto Zamosc Bełzec ermordet                               |      | |
| Hauptstraße 265                | 28. März 2025  | Hier wohnte Siegmund Bartmann Jg. 1903 Flucht 1933 USA                                                                             |      | |
| Hauptstraße 265                | 28. März 2025  | Hier wohnte Erich Hans Bartmann Jg. 1906 Flucht 1939 England USA                                                                   |      | |
| Hauptstraße 309                | 28. März 2025  | Hier wohnte Isidor Blumenthal Jg. 1887 Schutzhaft 1938 Zwangsarbeit 1940 deportiert 1944 Auschwitz befreit                         |      | |
| Bahnhofstraße/Spiethländer Weg | 28. März 2025  | Hier wohnte Julius Friedland Jg. 1893 deportiert 1942 Theresienstadt 1944 Auschwitz ermordet                                       |      | |
| Bahnhofstraße/Spiethländer Weg | 28. März 2025  | Hier wohnte Elfriede Friedland geb. Blumenthal Jg. 1893 deportiert 1942 Theresienstadt 1944 Auschwitz ermordet                     |      | |
| Bahnhofstraße/Spiethländer Weg | 28. März 2025  | Hier wohnte Ruth Friedland Jg. 1922 deportiert 1942 Theresienstadt 1944 Auschwitz ermordet                                         |      | |